# Pianosonate nr. 1 (Beethoven)
Pianosonate nr. 1 in f mineur is Beethovens eerste gepubliceerde pianosonate. De jonge Beethoven had rond 1783 al drie kleine sonates gecomponeerd voor de keurvorst van Keulen, de zogenaamde Kurfürstensonates (WoO 47). Deze werken, die tot zijn allereerste composities behoorden, werden door de componist niet uitgegeven. Met opus 2 brengt Beethoven op 25-jarige leeftijd een eerste reeks sonates uit, opgedragen aan zijn leermeester Joseph Haydn. Ze werden uitgegeven te Wenen in 1796.
Twee delen van een kladversie zijn bewaard gebleven.

## Onderdelen
De sonate bestaat uit vier delen, die samen iets minder dan 20 minuten duren.
1. Allegro
2. Adagio
3. Menuetto: Allegretto
4. Prestissimo